# مثوى بيئي
الموقع البيئي أو المثوى البيئي أو المكمن البيئي أو النمط الحياتي أو المورد البيئي (بالإنجليزية: Ecological niche)‏ في علم البيئة هو تطابق نوع ما مع حالة بيئية معينة. يصف كيف يستجيب الكائن الحي لتوزيع الموارد والمنافسين (على سبيل المثال، من خلال النمو عندما تكون الموارد وفيرة، وعندما تكون المفترسات والطفيليات ومسببات الأمراض نادرة) وكيف يغير بدوره هذه العوامل نفسها (على سبيل المثال، الحد من الوصول إلى الموارد من قبل الكائنات الأخرى، والعمل كمصدر للغذاء للحيوانات المفترسة ومستهلك للفرائس). «يختلف نوع وعدد المتغيرات التي تشتمل على أبعاد مكانة بيئية من نوع إلى آخر و قد تختلف الأهمية النسبية لمتغيرات بيئية معينة للأنواع وفقًا للسياق الجغرافي والبيولوجي».
والنمط الحياتي لنوع كائن حي يعيش في بيئة معينة هو نمط عيشه فيها، أو الدور الذي يؤديه النوع في بيئته، يشتمل النمط الحياتي على مدى الظروف التي يمكن أن يتحملها نوع الكائن الحي، وعلى الأساليب التي يحصل بواسطتها على الموارد التي يحتاج إليها.

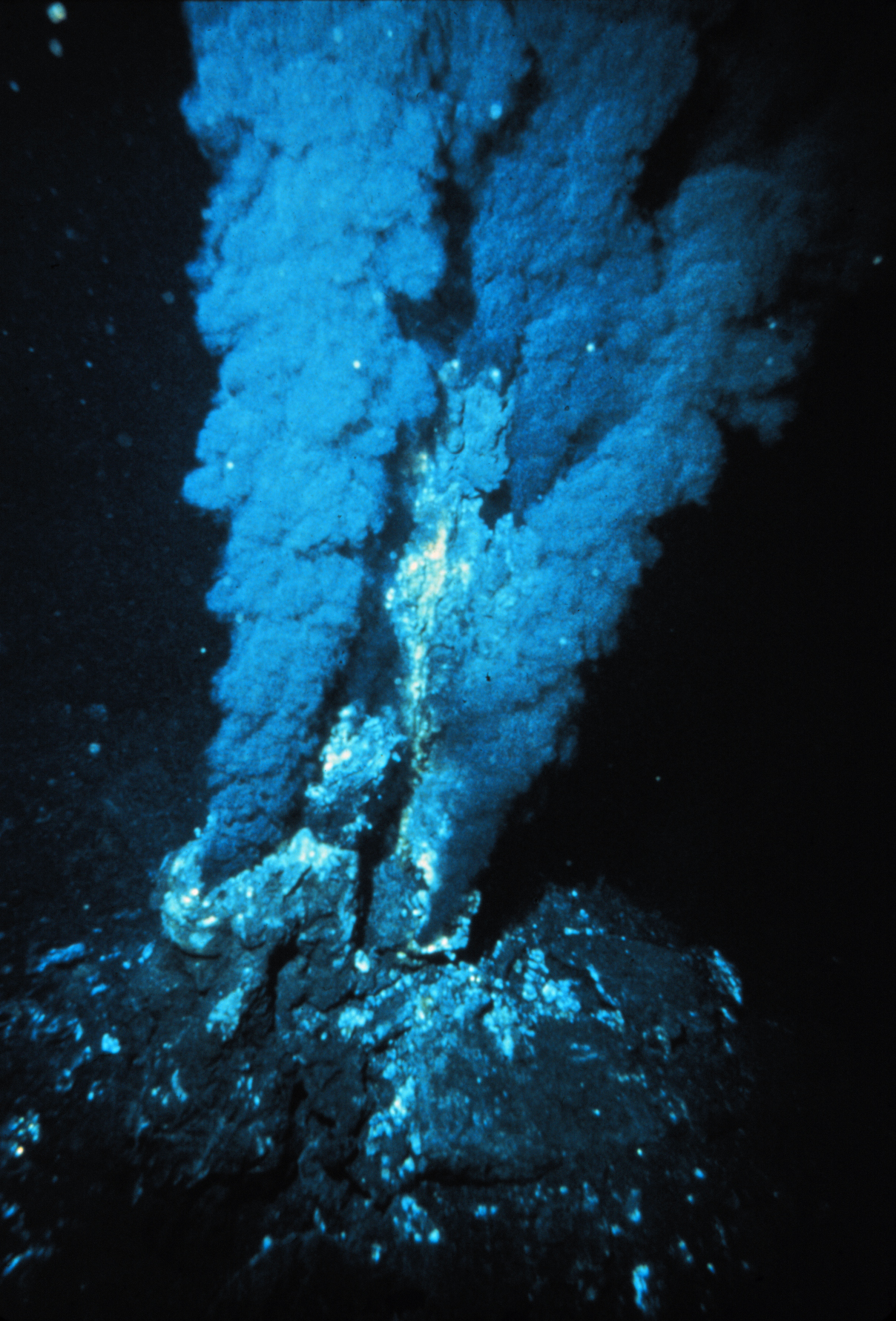
صورة لنظام حياتي في البحر

منحنيات توضح تغير التنافس الحيوي